# Clàssica Comunitat Valenciana 1969 - Gran Premi València
Die Clàssica Comunitat Valenciana 1969 - Gran Premi València ist ein spanisches Straßenradrennen für Männer, das jährlich im Februar in der Autonomen Gemeinschaft Valencia ausgetragen wird.

## Geschichte
Das Eintagesrennen fand von 1981 bis 2005 unter dem Namen Trofeo Luis Puig statt, benannt nach Luis Puig, einem ehemaligen Präsidenten des Internationalen Radsportverbands. Vorgängerrennen des Trofeo Luis Puig war von 1969 bis 1979 das Eintagesrennen Gran Premio de Valencia, das nach einjähriger Unterbrechung im Jahre 1980 durch den Trofeo Luis Puig ersetzt wurde.
Der Trofeo Luis Puig endete stets in der Stadt Valencia. Der Startort hingegen variierte. Bis 1989 war er in Kleinstädten in der Provinz, wie Algemesm, Benifays, Burjassot, Torrent, Elda, Dénia und Cullera, oder Benidorm. Seitdem war der Start entweder in Benidorm oder Valencia. Rekordsieger sind der Deutsche Erik Zabel und der Belgier Noël Dejonckheere mit jeweils drei Siegen. Darüber hinaus konnten mit Andreas Kappes und Reimund Dietzen noch zwei weitere Deutsche das Rennen für sich entscheiden.
2005, im Jahre der Einführung der UCI Europe Tour, war das Rennen Teil dieser Rennserie und in die Kategorie 1.1 eingestuft. Für das Jahr 2006 war eine Austragung geplant, aufgrund der hohen Kosten des Rennens und mangelnder Kooperation der Stadtverwaltung von Benidorm wurde das Rennen jedoch abgesagt und fand danach nicht mehr statt. Nach zuletzt 15 Jahren Unterbrechung steht das Rennen seit der Saison 2021 wieder im Rennkalender der UCI. Es ist der Saisonauftakt zur UCI Europe Tour und in die UCI-Kategorie 1.2 eingestuft.

## Palmarès
Clàssica Comunitat Valenciana 1969 - Gran Premio Valencia
| Jahr | Sieger              | Zweiter           | Dritter              |
| ---- | ------------------- | ----------------- | -------------------- |
| 2005 | Alessandro Petacchi |                   |                      |
| 2021 | Lorrenzo Manzin     | Mikel Aristi      | Amaury Capiot        |
| 2022 | Giovanni Lonardi    | Amaury Capiot     | Chris Lawless        |
| 2023 | Arnaud De Lie       | Jenthe Biermans   | Edvald Boasson Hagen |
| 2024 | Dylan Groenewegen   | Bryan Coquard     | Tim Torn Teutenberg  |
| 2025 | Marc Hirschi        | Christian Scaroni | António Morgado      |

Trofeo Luis Puig
| - 2005 A. Petacchi - 2004 Óscar Freire - 2003 A. Petacchi - 2002 Sergei Iwanow - 2001 Erik Zabel - 2000 Erik Zabel - 1999 Mario Cipollini - 1998 Andreï Tchmil | - 1997 Erik Zabel - 1996 Peter Van Petegem - 1995 Mario Cipollini - 1994 Adriano Baffi - 1993 Laurent Jalabert - 1992 Sean Kelly - 1991 Andreas Kappes - 1990 Tom Cordes - 1989 Mathieu Hermans | - 1988 Acácio da Silva - 1987 P. Ruiz Cabestany - 1986 Bernard Hinault - 1985 Enrique Aja - 1984 Noël Dejonckheere - 1983 Noël Dejonckheere - 1982 Reimund Dietzen - 1981 Noël Dejonckheere |

Gran Premio de Valencia
| - 1979 Antoine Gutierrez - 1978 Javier Elorriaga - 1977 Domingo Perurena - 1976 Tomás Nistal | - 1975 Eddy Peelman - 1974 Eddy Peelman - 1973 G. Van Roosbroeck - 1972 Eric Leman | - 1971 Frans Verhaegen - 1970 Ramón Sáez Marzo - 1969 Carlos Echeverria |